# Josef Čupr
Josef Čupr (27. ledna 1934 Býkovice – 9. října 2019 Brno) byl český katolický kněz a jezuita, provinciál České provincie Tovaryšstva Ježíšova (1991–1998).

## Život
Studoval jezuitské gymnázium na Velehradě po jehož zrušení odmaturoval v Brně. Absolvoval stavební fakultu VUT v Brně a 6 let pracoval v oboru. Uprchl z Československa a v roce 1967 začal studovat teologii na Nepomucenu v Římě, na kněze byl vysvěcen 18. března 1972. Dne 9. října téhož roku vstoupil do jezuitského řádu a v roce 1982 složil slavné sliby.
V letech 1974–1991 pracoval v redakci Radia Vatikán, v letech 1989–1992 byl spirituálem Nepomucena. Do rodné země se poprvé vrátil v roce 1990. V letech 1991–1998 byl provinciálem České provincie Tovaryšstva Ježíšova a za jeho působení byla zřízena rezidence v Olomouci, exerciní dům v Českém Těšíně a probační dům v Kolíně. Od roku 1998 žil v Kolíně a byl sekretář nuncia, podílel se na formaci noviců a jako exercitátor.
Od léta 2013 byl členem brněnské komunity jezuitů. Působil také jako duchovní správce Kongregace Milosrdných sester sv. Františka pod ochranou Svaté rodiny v Brně, u nichž poslední roky pobýval. Zemřel v Nemocnici Milosrdných bratří.